# Jochem Ziegert
Jochem „Rosso“ Ziegert (* 25. Juli 1954 in Marburg) ist ein ehemaliger deutscher Fußballprofi und jetziger Fußballtrainer. Als Trainer führte er die Amateure von Hertha BSC ins DFB-Pokalfinale 1993.

## Karriere

### Als Spieler
Ziegert, der wegen seiner roten Haare „Rosso“ gerufen wird, begann seine Karriere bei den Sportfreunden Marburg. 1975 unterschrieb er einen Vertrag beim Hessenligist KSV Hessen Kassel, den er aber schon nach einem Jahr Richtung Süd-Zweitligist KSV Baunatal verließ. Auch im Profifußball setzte sich Ziegert durch, steckte mit Baunatal aber zumeist im Abstiegskampf.
Nachdem man zweimal knapp dem Abstieg entronnen war, wechselte Ziegert zur Spielzeit 1978/79 zu Tennis Borussia Berlin in die 2. Bundesliga Nord. Im Dezember 1980 ging er zum Ligakonkurrenten und Stadtrivalen Hertha BSC. Erfolge bei seiner letzten Station als Spieler waren 1981 das Erreichen des Halbfinals im DFB-Pokal und 1982 der Aufstieg in die Bundesliga. Aufgrund eines Kreuzbandrisses blieb ihm allerdings ein Erstligaeinsatz verwehrt. 1983 schied er offiziell aus dem Berliner Kader aus und beendete seine Karriere als Sportinvalide.

#### Statistik
| Liga          | Spiele (Tore) |
| ------------- | ------------- |
| 2. Bundesliga | 177 (15)      |
| Wettbewerb    | Spiele (Tore) |
| DFB-Pokal     | 012 0(1)      |

Heute spielt Ziegert gelegentlich für die „Hans-Rosenthal-Elf“, einem Prominententeam von Tennis Borussia Berlin.

### Als Trainer
Am Anfang seiner Trainerlaufbahn war Ziegert Jugendtrainer und Co-Trainer der Amateure von Hertha BSC.
Bekanntheit erlangte Ziegert, als er 1993 die Amateure von Hertha BSC als Cheftrainer ins DFB-Pokalfinale führte. Man hatte zuvor neben dem Amateurklub SGK Heidelberg auch die renommierten Vereine VfB Leipzig, Hannover 96, 1. FC Nürnberg und Chemnitzer FC besiegt. Im Finale unterlagen die „Hertha-Bubis“ (u. a. mit Carsten Ramelow und Christian Fiedler) Bayer 04 Leverkusen mit 0:1 Toren. Als Folge dieses Erfolges wurde Ziegert als „Berliner Trainer des Jahres 1993“ ausgezeichnet.
Von 1992 bis Mai 1997 war er Trainer der Hertha-Amateure. Zwischenzeitlich, in den Saisons 1994/95 und 1995/96, war er auch Co-Trainer der Profimannschaft. Zur Saison 1997/98 wurde er Coach beim Oberligisten Tasmania Neukölln. 1999 stieg der Klub unter Ziegert in die Verbandsliga ab. Im September 1999 wurde er dann entlassen.
2004 kehrte er zu Hertha zurück und wurde Co-Trainer der Amateure (seit 2005 „Hertha BSC II“ genannt). Im Frühjahr 2007 sowie im Oktober 2009 half er noch einmal als Cheftrainer der zweiten Mannschaft aus. 2013 wurde er Co-Trainer von Pál Dárdai bei der U-15 Auswahl von Hertha BSC.

## Persönliches
Nach dem Karriereende als Spieler wurde Jochem Ziegert Finanzbeamter bei Berliner Oberfinanzdirektion. Die Trainertätigkeit übt er nur nebenberuflich aus. Ziegert ist geschieden und hat ein Kind.